# Колби, Бейнбридж
Бейнбридж Колби (англ. Bainbridge Colby; 22 декабря 1869 — 11 апреля 1950) — американский государственный деятель, 43-й Государственный секретарь США в 1920—1921.

## Биография
Колби родился в Сент-Луисе, Миссури. Окончил Уильямс Колледж, где был членом братства. После этого учился в Колумбийской и Нью-Йоркской юридических школах. (1892) Сразу же после окончания учёбы получил лицензию на адвокатскую деятельность. В 1901—1902 годах был членом Ассамблеи штата Нью-Йорк. В 1914 году баллотировался в Сенат от штата Нью-йорк, но проиграл Джеймсу Уодсуорту. В 1916 году баллотировался снова, но опять потерпел поражение от Уильяма Колдера.
В 1917 году Колби был назначен помощником Генерального прокурора по антимонопольным вопросам. В этом же году представлял США на конференции союзников в Париже. 23 марта 1920 года Вудро Вильсон назначил Колби на должность Госсекретаря. В это время состояние президента ухудшалось из-за инсультов. Активно поддерживал Лигу Наций и непризнание РСФСР. При этом Колби отказывался признавать иные государства (кроме Армении, Польши и Финляндии), возникшие в результате распада Российской империи. 10 августа 1920 года Колби отправил ноту итальянскому послу, в которой США отказывались признавать независимость прибалтийских стран, Грузию и Азербайджан и заявляли, что только так «можно помешать большевистскому режиму в его лживой, но эффективной попытке апеллировать к российскому национализму». По словам Колби, границы России должны «включать в себя всю территорию бывшей Российской империи, кроме собственно Финляндии, этнической Польши и той территории, которая может согласно договору составить часть Армянского государства».
После окончания президентского срока Вильсон и Колби продолжили работать вместе в юридической фирме Вильсона до смерти Вильсона в 1924 году.
Колби умер в 1950 году, последним из членов кабинета Вудро Вильсона.